# Сан Бернардино (Ђенова)
Сан Бернардино је насеље у Италији у округу Ђенова, региону Лигурија.
Према процени из 2011. у насељу је живело 16 становника. Насеље се налази на надморској висини од 118 м.